# 촉매

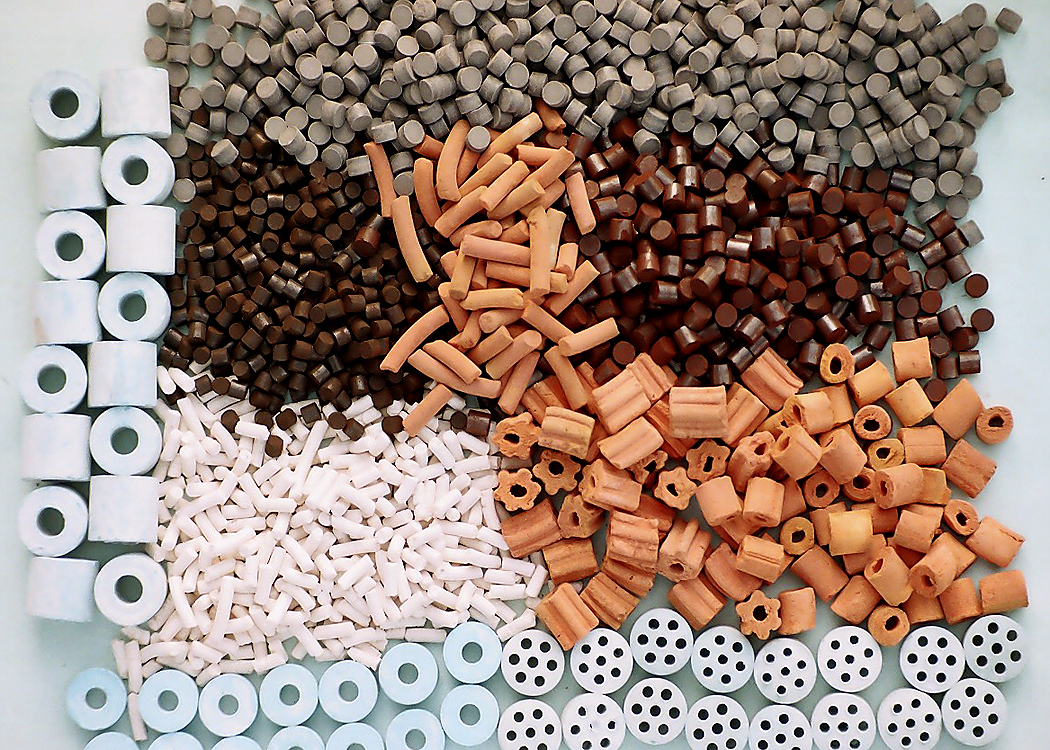
펠릿 형태의 다양한 산업 촉매

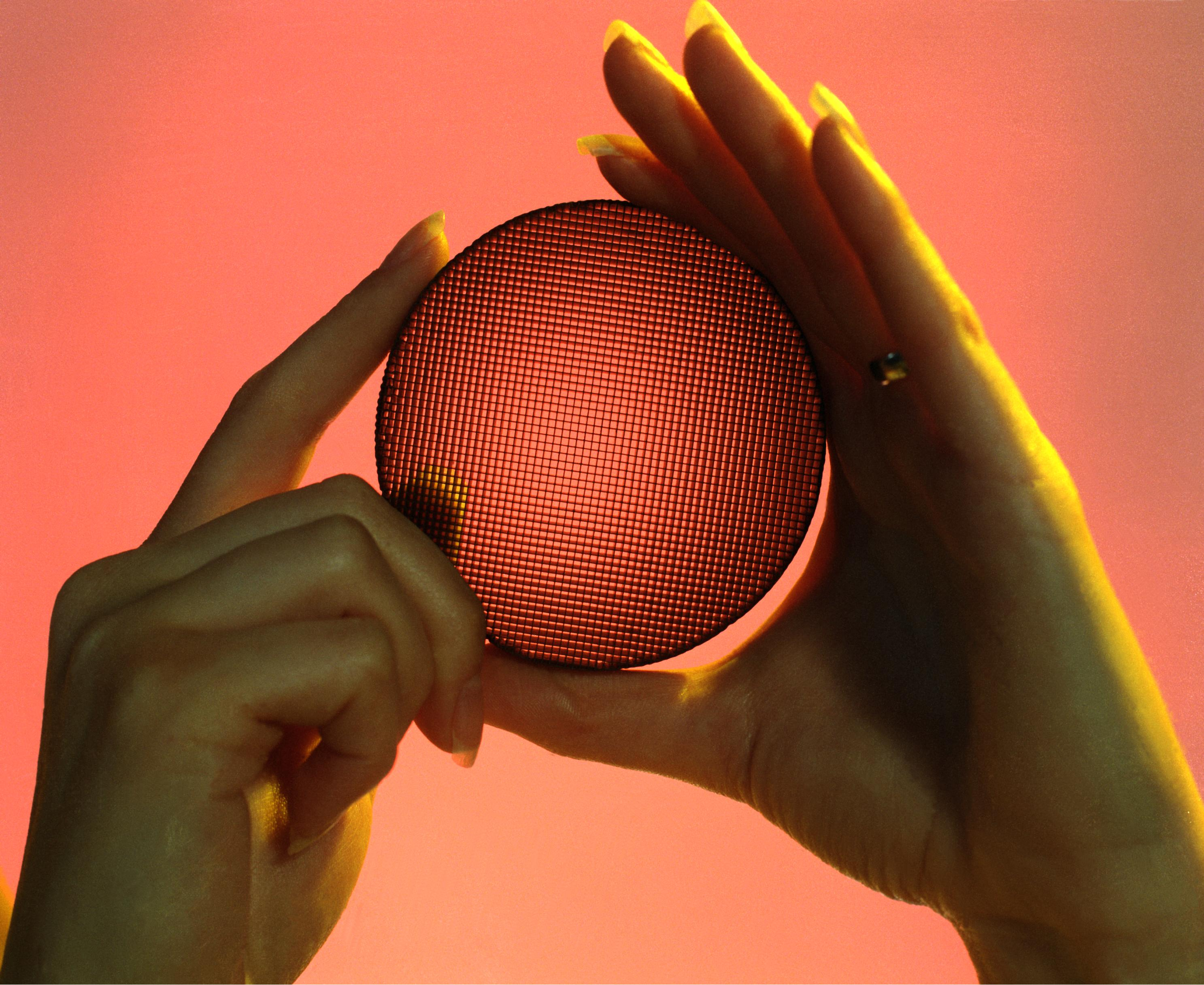
일산화 탄소를 상온에서 독성이 덜한 이산화 탄소로 변환하는 저온 산화 촉매를 사용하는 공기여과기. 공기 중의 폼알데하이드도 제거할 수 있다.

촉매 작용(catalysis)은 촉매(catalyst, /ˈkætəlɪst/)라 불리는 첨가 물질로 인해 화학 반응의 속도가 증가하는 것이다. 촉매는 반응에 의해 소모되지 않으며 반응 후에도 변하지 않은 상태로 남는다. 반응이 빠르고 촉매가 빠르게 재활용되면 매우 소량의 촉매로도 충분한 경우가 많다. 혼합, 표면적, 온도는 반응 속도에 중요한 요소이다. 촉매는 일반적으로 하나 이상의 반응물과 반응하여 중간체를 형성하고, 이 중간체는 최종 반응 생성물을 생성하며 촉매를 재생한다.
속도 증가는 촉매가 반응이 비촉매 메커니즘보다 훨씬 빠를 수 있는 대체 메커니즘으로 발생하도록 허용하기 때문에 발생한다. 그러나 비촉매 메커니즘은 여전히 가능하므로 총 속도(촉매 + 비촉매)는 촉매의 존재 하에서만 증가할 수 있으며 결코 감소하지 않는다.
촉매 작용은 반응물과 동일한 상(보통 기체 또는 액체)에 성분이 분산되어 있는 균일 촉매 작용 또는 성분이 동일한 상에 있지 않은 불균일 촉매 작용으로 분류될 수 있다. 효소 및 기타 생체 촉매는 종종 세 번째 범주로 간주된다.
촉매 작용은 모든 종류의 화학공업에서 널리 사용된다. 상업적으로 생산되는 모든 화학 제품의 90%가 제조 과정의 어느 단계에서든 촉매를 포함하는 것으로 추정된다.
"촉매"라는 용어는 그리스어 καταλύειν에서 유래되었으며, "풀다" 또는 "해결하다"를 의미한다. 촉매 작용의 개념은 화학자 엘리자베스 풀하메가 산화-환원 실험에서의 새로운 연구를 바탕으로 고안했다.

## 일반 원리

### 예시
예시로 과산화 수소가 물과 산소로 분해되는 것을 촉매가 가속화하는 효과를 들 수 있다.
2 H2O2 → 2 H2O + O2
이 반응은 반응 생성물이 시작 화합물보다 더 안정하기 때문에 진행되지만, 이 분해는 너무 느려서 과산화 수소 용액이 상업적으로 이용 가능하다. 이산화 망가니즈와 같은 촉매가 존재하면 이 반응은 훨씬 빠르게 진행된다. 이 효과는 산소의 발포를 통해 쉽게 볼 수 있다. 촉매는 반응에서 소모되지 않으며, 변하지 않은 상태로 회수하여 무기한 재사용할 수 있다. 따라서 이산화 망가니즈는 이 반응을 촉매한다고 말할 수 있다. 살아있는 유기체에서는 이 반응이 카탈레이스와 같은 효소(촉매 역할을 하는 단백질)에 의해 촉매된다.
또 다른 예는 촉매가 대기 오염과 일산화 탄소량을 줄이는 데 미치는 영향이다. 일산화 탄소를 바람직한 제품으로 전환하는 활성 및 선택적 촉매의 개발은 촉매의 가장 중요한 역할 중 하나이다. 일산화 탄소의 수소화를 위한 촉매를 사용하면 이 독성 가스를 제거하고 유용한 물질을 생산하는 데 도움이 된다.

### 단위
촉매의 촉매 활성을 측정하는 SI 유도 단위는 캐탈이며, 이는 초당 몰(mole) 단위로 정량화된다. 촉매의 생산성은 전환수(TON)로, 촉매 활성은 시간 단위당 TON인 전환 빈도(TOF)로 설명할 수 있다. 생화학적 등가물은 효소 단위이다. 효소 촉매의 효율성에 대한 자세한 내용은 효소 문서를 참조한다.

### 촉매 반응 메커니즘
일반적으로 화학 반응은 촉매가 존재할 때 더 빠르게 발생한다. 촉매는 비촉매 메커니즘보다 더 낮은 활성화 에너지를 갖는 대체 반응 과정(반응 경로)을 제공하기 때문이다. 촉매 메커니즘에서 촉매는 재생된다.
기체 상에서 발생하는 간단한 예로, 2 SO
2 + O
2 → 2 SO
3 반응은 일산화 질소를 첨가하여 촉매될 수 있다. 이 반응은 두 단계로 발생한다.
2 NO + O
2 → 2 NO
2 (속도 결정 단계)
NO
2 + SO
2 → NO + SO
3 (빠름)
NO 촉매는 재생된다. 전체 속도는 느린 단계의 속도이다.
v=2k1[NO]2[O2].
불균일 촉매의 한 예는 이산화 타이타늄(TiO2, 또는 티타니아) 표면에서 산소와 수소가 반응하여 물을 생성하는 것이다. 주사 터널링 현미경으로 분자들이 흡착 및 해리를 겪는 것을 보여주었다. 해리된 표면 결합 O 및 H 원자들은 함께 확산된다. 중간 반응 상태는 HO2, H2O2, 그리고 H3O2 및 반응 생성물(물 분자 이합체)이며, 그 후에 물 분자는 촉매 표면에서 탈착된다.

### 반응 에너지학

가상의 발열 화학 반응 X + Y → Z에서 촉매의 효과를 보여주는 일반적인 위치 에너지 도표. 촉매의 존재는 활성화 에너지가 더 낮은 다른 반응 경로(빨간색으로 표시)를 연다. 최종 결과와 전체 열역학은 동일하다.

촉매는 비촉매 반응과 다른 경로를 가능하게 한다. 이 경로들은 더 낮은 활성화 에너지를 갖는다. 결과적으로, 더 많은 분자 충돌이 전이 상태에 도달하는 데 필요한 에너지를 갖게 된다. 따라서 촉매는 그렇지 않으면 운동학적 장벽에 의해 차단되거나 느려질 반응을 가능하게 할 수 있다. 촉매는 반응 속도나 선택성을 증가시키거나, 더 낮은 온도에서 반응을 가능하게 할 수 있다. 이 효과는 에너지 프로파일 다이어그램으로 설명될 수 있다.
촉매된 초등 반응에서 촉매는 반응의 범위를 변화시키지 않는다. 즉, 반응의 화학 평형에 영향을 미치지 않는다. 순방향 및 역방향 반응 속도의 비율은 영향을 받지 않는다(또한 열역학 참조). 열역학 제2법칙은 촉매가 반응의 화학 평형을 변화시키지 않는 이유를 설명한다. 평형을 이동시키는 촉매가 있다고 가정해 보자. 시스템에 촉매를 도입하면 새로운 평형으로 이동하여 에너지를 생산하는 반응이 발생할 것이다. 반응은 깁스 자유 에너지가 생성될 때만 자발적이며, 에너지 장벽이 없다면 촉매가 필요 없으므로 에너지 생산은 필수적인 결과이다. 그러면 촉매를 제거하는 것도 반응을 일으켜 에너지를 생산할 것이다. 즉, 첨가와 그 역과정인 제거 모두 에너지를 생산할 것이다. 따라서 평형을 변화시킬 수 있는 촉매는 영구 기관이 될 것이고, 이는 열역학 법칙에 모순된다. 따라서 촉매는 평형 상수를 변화시키지 않는다. (그러나 촉매는 후속 단계에서 반응하여 평형 농도를 변화시킬 수 있다. 이때 촉매는 반응이 진행됨에 따라 소모되므로 반응물 역할도 한다. 예를 들어 염기 촉매 가수분해의 경우, 생성된 카복실산은 즉시 염기 촉매와 반응하여 반응 평형이 가수분해 쪽으로 이동한다.)
촉매는 시작 물질을 안정화하는 것보다 전이 상태를 더 안정화시킨다. 촉매는 시작 물질과 전이 상태 사이의 에너지 차이를 줄여서 운동 장벽을 감소시킨다. 촉매는 시작 물질과 생성물 사이의 에너지 차이(열역학적 장벽) 또는 사용 가능한 에너지(열 또는 빛으로 환경에서 제공됨)를 변화시키지 않는다.

### 관련 개념
일부 소위 촉매는 실제로는 전구촉매로, 반응에서 촉매로 전환된다. 예를 들어, 윌킨슨 촉매 RhCl(PPh3)3는 실제 촉매 주기에 들어가기 전에 트리페닐포스핀 리간드 하나를 잃는다. 전구촉매는 저장하기 더 쉽지만 현장에서 쉽게 활성화된다. 이러한 사전 활성화 단계 때문에 많은 촉매 반응은 유도 기간을 포함한다.
협동 촉매 작용에서는 촉매 활성을 향상시키는 화학종을 보조 촉매 또는 촉진제라고 한다.
탠덤 촉매 작용에서는 두 개 이상의 서로 다른 촉매가 원-팟 반응으로 결합된다.
자기촉매에서는 촉매가 전체 반응의 생성물이며, 이 문서에서 다루는 다른 모든 유형의 촉매 작용과는 대조된다. 자기촉매의 가장 간단한 예는 A + B → 2 B 유형의 반응이며, 한 단계 또는 여러 단계로 이루어진다. 전체 반응은 단순히 A → B이므로 B는 생성물이다. 그러나 B가 반응물이기도 하므로 속도 방정식에 나타나 반응 속도에 영향을 미칠 수 있다. 반응이 진행됨에 따라 B의 농도가 증가하고 촉매로서 반응을 가속화할 수 있다. 실제로 반응은 자체적으로 가속화되거나 자기촉매된다. 예를 들어 아스피린과 같은 에스터가 카복실산과 알코올로 가수분해되는 것이다. 산 촉매가 추가되지 않은 경우, 카복실산 생성물이 가수분해를 촉매한다.
전환성 촉매 작용은 촉매가 일반적으로 외부 자극을 가하여 서로 다른 반응성을 가진 다른 기저 상태 사이에서 전환될 수 있는 촉매 작용 유형을 의미한다. 촉매를 가역적으로 전환하는 이 능력은 촉매 활성 및 선택성에 대한 시공간적 제어를 가능하게 한다. 촉매를 전환하는 데 사용되는 외부 자극에는 온도, pH, 빛, 전기장 또는 화학 물질의 첨가가 포함될 수 있다.
진정한 촉매는 희생 촉매와 함께 작동할 수 있다. 진정한 촉매는 초등 반응에서 소모되어 비활성화된 형태로 변한다. 희생 촉매는 진정한 촉매를 다른 주기를 위해 재생시킨다. 희생 촉매는 반응에서 소모되므로 실제로는 촉매가 아니라 시약이다. 예를 들어, 사산화 오스뮴(OsO4)은 이수산화 반응에 좋은 시약이지만, 독성이 매우 강하고 비싸다. 업존 이수산화 반응에서는 희생 촉매인 N-메틸모르폴린 N-산화물(NMMO)이 OsO4를 재생시키고, 촉매량의 OsO4만이 필요하다.

### 분류
촉매 작용은 균일 촉매 작용 또는 불균일 촉매 작용으로 분류될 수 있다. 균일 촉매 작용은 구성 요소가 반응물 분자와 동일한 상(보통 기체 또는 액체)에 분산되어 있는 것이다. 불균일 촉매 작용은 반응 구성 요소가 동일한 상에 있지 않는 경우이다. 효소 및 기타 생체 촉매는 종종 세 번째 범주로 간주된다. 유사한 메커니즘 원리는 불균일 촉매 작용, 균일 촉매 작용 및 생체 촉매 작용에 적용된다.

## 불균일 촉매 작용

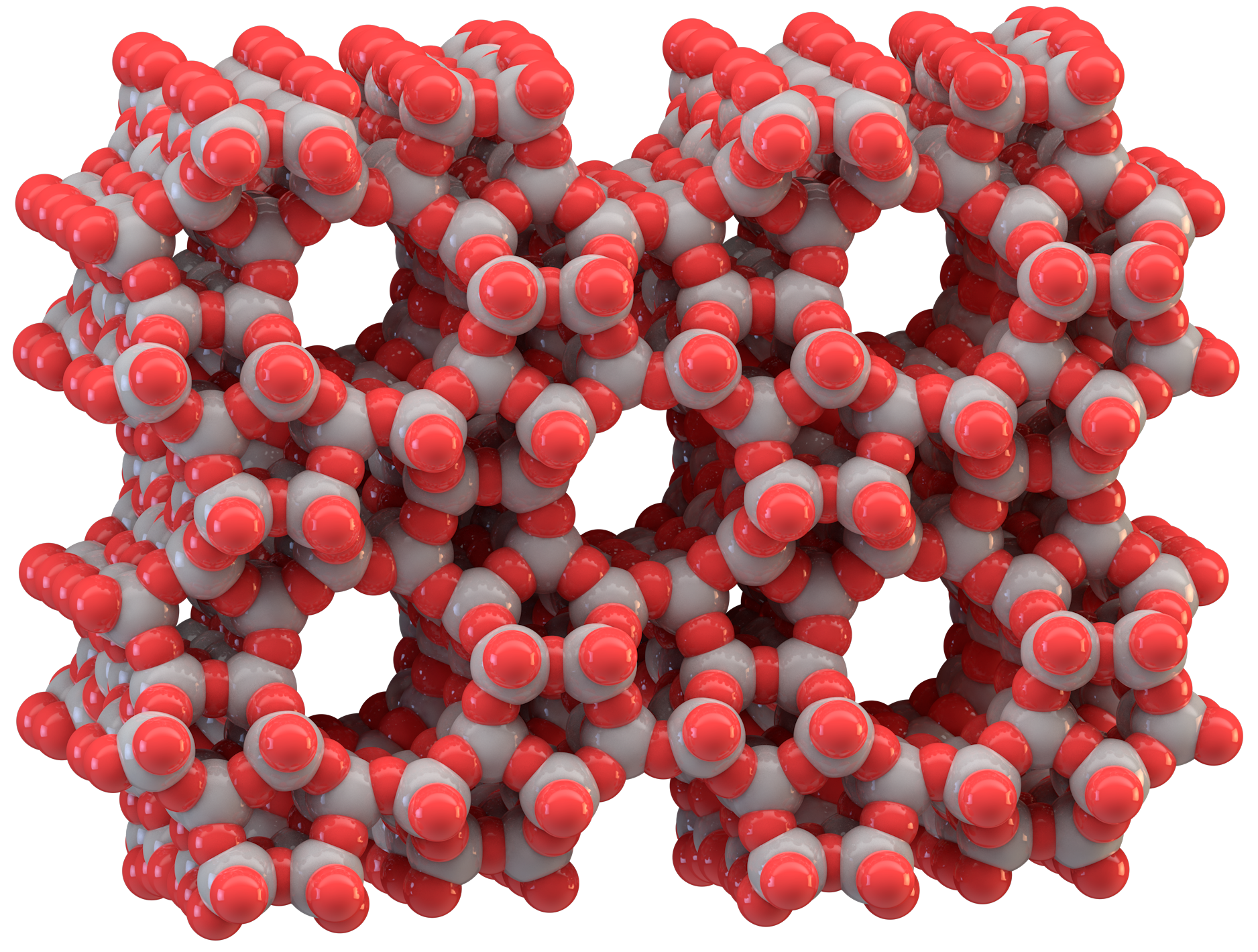
정제 공정에서 사용되는 촉매에 활용되는 제올라이트 ZSM-5의 미세 다공성 분자 구조

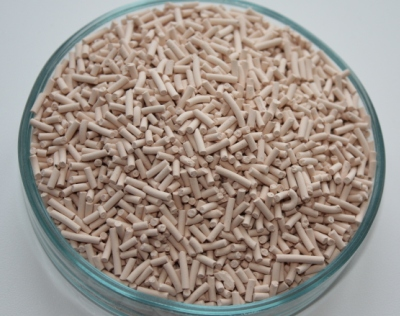
제올라이트는 촉매 반응기에서 취급이 용이하도록 펠릿 형태로 압출된다.

불균일 촉매는 반응물과 다른 상에서 작용한다. 대부분의 불균일 촉매는 액체 또는 기체 반응 혼합물에 있는 기질에 작용하는 고체이다. 중요한 불균일 촉매로는 제올라이트, 알루미나, 고차 산화물, 흑연 탄소, 전이 금속산화물, 수소화를 위한 라니 니켈과 같은 금속, 그리고 접촉 공정에 의한 이산화 황의 삼산화 황으로의 산화를 위한 산화 바나듐(V)이 있다.
표면에서의 반응에 대한 다양한 메커니즘은 흡착이 어떻게 일어나는지에 따라 알려져 있다(랭뮤어-힌셸우드, 엘리-리들, 그리고 마르스-반 크레벨렌 ). 고체의 총 표면적은 반응 속도에 중요한 영향을 미친다. 촉매 입자 크기가 작을수록 주어진 질량의 입자에 대한 표면적이 더 커진다.
불균일 촉매에는 활성 자리가 있는데, 이는 기질이 실제로 결합하는 원자 또는 결정면이다. 활성 자리는 원자이지만 종종 고체의 면(가장자리, 표면, 계단 등)으로 묘사된다. 불균일 촉매의 대부분의 부피뿐만 아니라 대부분의 표면도 촉매적으로 비활성일 수 있다. 활성 자리의 본질을 알아내는 것은 기술적으로 어렵다.
예를 들어, 질소와 수소로부터 암모니아를 합성하는 하버법의 촉매는 종종 철로 묘사된다. 그러나 상세한 연구와 많은 최적화를 통해 철-칼륨-칼슘-산화 알루미늄의 혼합물로 된 촉매가 개발되었다. 반응하는 기체는 철 입자의 활성 자리에 흡착된다. 일단 물리적으로 흡착되면 반응물은 부분적으로 또는 완전히 해리되고 새로운 결합을 형성한다. 이러한 방식으로 질소의 특히 강한 삼중 결합이 깨지는데, 이는 높은 활성화 에너지 때문에 기체상에서는 극히 드문 일이다. 따라서 전체 반응의 활성화 에너지가 낮아지고 반응 속도가 증가한다. 불균일 촉매가 적용되는 또 다른 장소는 황산 생산을 위한 산화 바나듐(V)에 의한 이산화 황의 산화이다. 많은 불균일 촉매는 실제로 나노물질이다.
불균일 촉매는 일반적으로 "지지체"에 "지지"되는데, 이는 촉매가 효과를 높이거나 비용을 최소화하는 두 번째 물질에 분산되어 있음을 의미한다. 지지체는 작은 촉매 입자의 응집 및 소결을 방지하거나 최소화하여 더 많은 표면적을 노출시키므로 촉매는 지지체에서 더 높은 비활성(그램당)을 갖는다. 때로는 지지체가 단순히 촉매가 표면적을 늘리기 위해 분산되는 표면에 불과하기도 한다. 더 자주, 지지체와 촉매는 상호 작용하여 촉매 반응에 영향을 미친다. 지지체는 또한 개별 촉매 분자가 화학적으로 결합할 수 있는 자리를 제공하여 나노입자 합성에 사용될 수 있다. 지지체는 높은 표면적을 가진 다공성 물질이며, 가장 일반적으로 알루미나, 제올라이트 또는 다양한 종류의 활성탄이다. 특수 지지체에는 이산화 규소, 이산화 타이타늄, 탄산 칼슘, 그리고 황산 바륨이 포함된다.

### 전기 촉매
전기화학, 특히 연료전지 공학의 맥락에서, 연료전지를 구성하는 반쪽 반응의 속도를 향상시키기 위해 다양한 금속 함유 촉매가 사용된다. 일반적인 연료전지 전기 촉매 유형 중 하나는 약간 더 큰 탄소 입자에 지지된 백금나노입자를 기반으로 한다. 연료전지의 전극 중 하나와 접촉할 때, 이 백금은 산소 환원 속도를 물 또는 수산화물 또는 과산화 수소로 증가시킨다.

## 균일 촉매 작용
균일 촉매는 반응물과 동일한 상에서 작용한다. 일반적으로 균일 촉매는 기질과 함께 용매에 용해된다. 균일 촉매 작용의 한 예는 아세트산과 메탄올로부터 메틸 아세테이트가 형성되는 것과 같은 카복실산의 에스터화에 대한 H+의 영향이다. 균일 촉매를 필요로 하는 대량 공정에는 하이드로포르밀화, 하이드로실릴화, 하이드로시아노화가 포함된다. 무기화학자들에게 균일 촉매 작용은 종종 유기금속 촉매와 동의어이다. 그러나 많은 균일 촉매는 유기금속이 아니며, 예를 들어 코발트염은 p-자일렌의 테레프탈산으로의 산화를 촉매한다.

### 유기 촉매 작용
전이 금속이 때때로 촉매 연구에서 가장 많은 주목을 받지만, 금속이 없는 작은 유기 분자도 촉매 특성을 나타낼 수 있는데, 이는 많은 효소에 전이 금속이 없다는 사실에서 명백하다. 일반적으로 유기 촉매는 전이 금속(-이온) 기반 촉매보다 더 높은 부하량(반응물 단위량당 촉매량, 몰%로 표시)을 요구하지만, 이러한 촉매는 일반적으로 대량으로 상업적으로 이용 가능하여 비용을 절감하는 데 도움이 된다. 2000년대 초반에는 이러한 유기 촉매가 "새로운 세대"로 간주되었으며 전통적인 금속(-이온) 함유 촉매와 경쟁력이 있다.
유기 촉매는 수소 결합과 같은 비공유 상호 작용을 활용하여 금속이 없는 효소와 유사하게 작동하는 것으로 추정된다. 유기 촉매 분야는 공유(예: 프롤린, DMAP) 및 비공유(예: 티오우레아 유기촉매) 유기 촉매의 적용으로 나뉘며, 각각 선호되는 촉매-기질결합 및 상호 작용을 참조한다. 2021년 노벨 화학상은 벤자민 리스트와 데이비드 W.C. 맥밀런에게 "비대칭 유기 촉매의 개발"로 공동 수여되었다.

### 광촉매
광촉매는 촉매가 빛을 받아 들뜬 상태를 생성하여 산화환원 반응을 유도하는 현상이다. 단일항 산소는 일반적으로 광촉매에 의해 생성된다. 광촉매는 염료감응형 태양전지의 구성 요소이다.

### 효소 및 생체 촉매
생물학에서 효소는 물질대사 및 이화작용에서 단백질 기반 촉매이다. 대부분의 생체 촉매는 효소이지만, 리보자임 및 합성 디옥시리보자임을 포함하여 단백질이 아닌 다른 생체 분자 클래스도 촉매 특성을 나타낸다.
생체 촉매는 균일 촉매와 불균일 촉매의 중간으로 볼 수 있지만, 엄밀히 말하면 수용성 효소는 균일 촉매이고 생체막 결합 효소는 불균일 촉매이다. 온도, pH, 효소, 기질, 생성물의 농도를 포함한 여러 요인이 효소(및 기타 촉매)의 활성에 영향을 미친다. 효소 반응에서 특히 중요한 시약은 물인데, 이는 많은 결합 형성 반응의 생성물이며 많은 결합 파괴 과정의 반응물이기도 하다.
생체 촉매에서 효소는 액상과당 및 아크릴아마이드를 포함한 많은 상품 화학 물질을 준비하는 데 사용된다.
화학 반응의 전이 상태와 유사한 안정적인 분자를 결합 대상으로 하는 일부 단일 클론 항체는 해당 화학 반응의 활성화 에너지를 낮춤으로써 약한 촉매로 기능할 수 있다. 이러한 촉매 항체는 때때로 "앱자임"이라고 불린다.

## 중요성

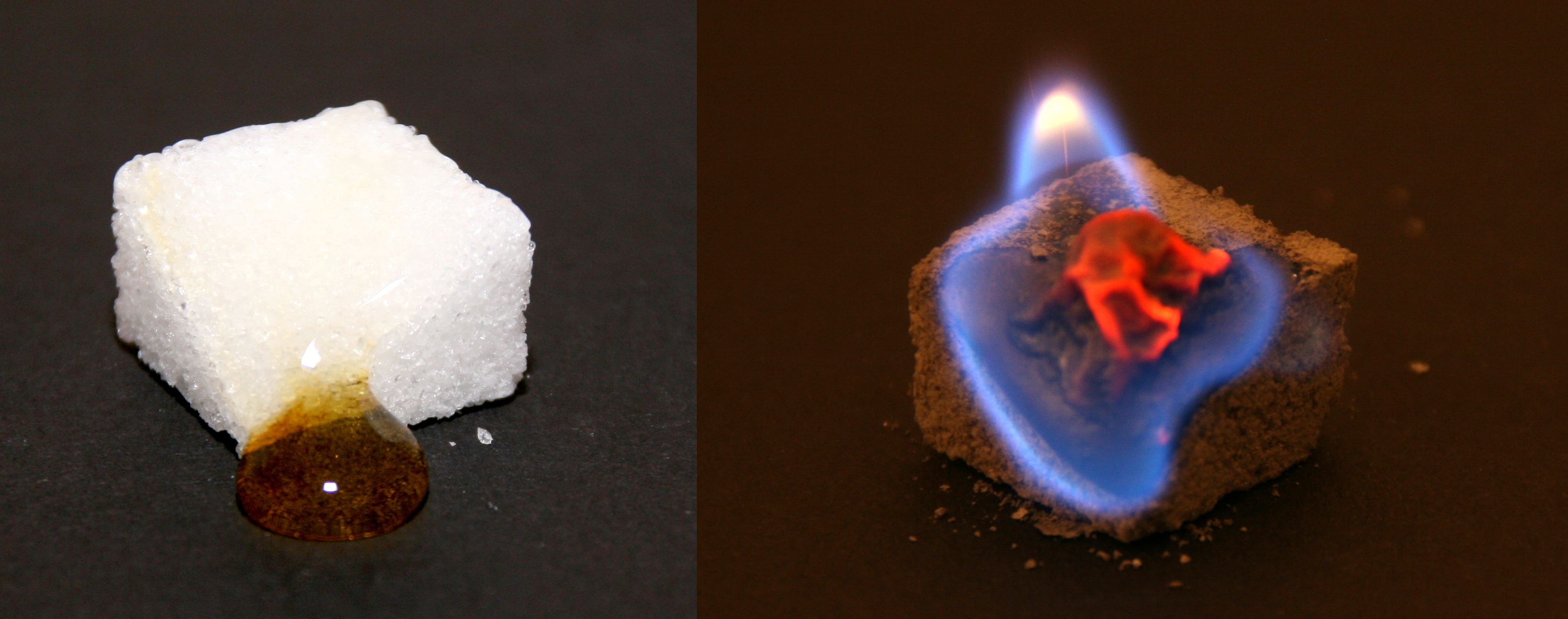
왼쪽: 부분적으로 캐러멜화된 각설탕, 오른쪽: 재를 촉매로 사용하여 타는 각설탕

상업적으로 생산되는 모든 화학 제품의 90%가 제조 공정의 어느 단계에서든 촉매를 포함하는 것으로 추정된다. 2005년에는 촉매 공정이 전 세계적으로 약 9천억 달러의 제품을 생산했다. 촉매는 너무나 널리 퍼져 있어 하위 분야를 쉽게 분류하기 어렵다. 아래에서 특히 집중하는 일부 분야를 살펴본다.

### 에너지 처리
석유 정제는 알킬화, 접촉 분해(장쇄 탄화수소를 더 작은 조각으로 분해), 나프타 개질, 수증기 개질(탄화수소를 합성 가스로 전환)을 위해 촉매를 집중적으로 사용한다. 화석 연료 연소에서 나오는 배기가스조차도 촉매를 통해 처리된다. 일반적으로 백금과 로듐으로 구성된 디젤 산화 촉매장치는 자동차 배기가스의 더 유해한 부산물 중 일부를 분해한다.
2 CO + 2 NO → 2 CO2 + N2
합성 연료와 관련하여, 오래되었지만 여전히 중요한 공정은 합성 가스로부터 탄화수소를 합성하는 피셔-트로프쉬 합성이며, 이는 수성 가스 전환 반응을 통해 처리되고 철에 의해 촉매된다. 사바티에르 반응은 이산화탄소와 수소로부터 메테인을 생산한다. 바이오디젤 및 관련 바이오 연료는 무기 및 생체 촉매를 통한 처리가 필요하다.
연료전지는 양극 및 음극 반응 모두에 촉매를 사용한다.
촉매 히터는 가연성 연료 공급으로부터 무염 열을 생성한다.

### 대량 화학물질

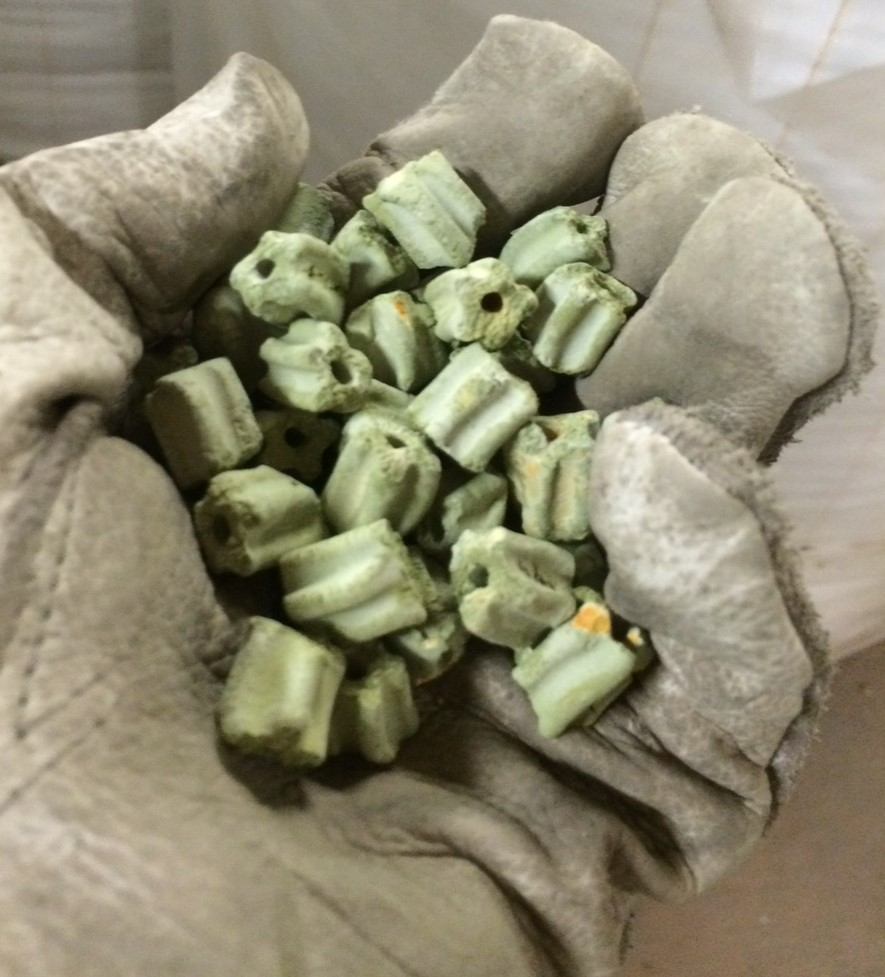
이산화 황을 삼산화 황으로 전환하는 중간 반응을 위해 황산 생산에 사용되는 일반적인 오산화 바나듐 촉매.

일부 대량 화학 물질은 촉매 산화를 통해 생산되며, 종종 산소를 사용한다. 예로는 암모니아로부터의 질산, 접촉 공정에 의한 이산화 황에서 삼산화 황으로의 황산, p-자일렌으로부터의 테레프탈산, 프로필렌 또는 프로페인으로부터의 아크릴산, 프로페인 및 암모니아로부터의 아크릴로나이트릴이 있다.
암모니아 생산은 가장 대규모이며 에너지 집약적인 공정 중 하나이다. 하버법에서는 질소가 철 산화물 촉매 위에서 수소와 결합된다. 메탄올은 일산화 탄소 또는 이산화 탄소로부터 준비되지만 구리-아연 촉매를 사용한다.
에틸렌과 프로필렌으로부터 유도된 대량 중합체는 종종 치글러-나타 촉매를 사용하여 제조된다. 폴리에스터, 폴리아미드, 이소시아네이트는 산염기 촉매를 통해 유도된다.
대부분의 카보닐화 공정에는 금속 촉매가 필요하며, 예로는 몬산토 아세트산 공정과 하이드로포르밀화가 있다.

### 정밀 화학물질
많은 정밀 화학물질은 촉매 작용을 통해 제조된다. 이 방법에는 중공업의 방법뿐만 아니라 대규모로는 비싸게 될 더 전문적인 공정이 포함된다. 예를 들어 헥 반응과 프리델-크래프츠 반응이 있다. 대부분의 생체 활성 화합물이 카이랄성이므로 많은 의약품은 에난티오선택성 촉매 작용(촉매 비대칭 합성)으로 생산된다. 항균제인 레보플록사신의 전구체인 (R)-1,2-프로판다이올은 노요리 비대칭 수소화에서 BINAP-루테늄 착물 기반 촉매를 사용하여 하이드록시아세톤으로부터 효율적으로 합성될 수 있다.

### 식품 가공
촉매의 가장 분명한 응용 분야 중 하나는 니켈 촉매를 사용하여 지방을 수소화(수소 기체와 반응)하여 마가린을 생산하는 것이다. 많은 다른 식품은 생체 촉매를 통해 준비된다(아래 참조).

### 환경
촉매는 산업 공정의 효율성을 높여 환경에 영향을 미치지만, 촉매는 환경에서 직접적인 역할도 한다. 주목할 만한 예는 염소 (원소)유리기가 오존을 분해하는 촉매 역할이다. 이 유리기들은 염화 플루오린화 탄소(CFC)에 대한 자외선방사선의 작용에 의해 형성된다.
Cl· + O3 → ClO· + O2
ClO· + O· → Cl· + O2

## 역사
"촉매"라는 용어는 넓게 정의하여 프로세스의 속도를 증가시키는 모든 것을 의미하며, 그리스어 καταλύειν에서 유래했으며, "무효화하다", "풀다" 또는 "들어 올리다"를 의미한다. 촉매의 개념은 화학자 엘리자베스 풀하메가 1794년 책에서 산화-환원 반응에 대한 그녀의 새로운 연구를 바탕으로 고안하고 설명했다. 촉매를 의식적으로 사용한 유기화학에서의 첫 화학 반응은 1811년 고틀리프 키르히호프에 의해 연구되었는데, 그는 녹말이 포도당으로 산 촉매 전환되는 것을 발견했다. 촉매라는 용어는 나중에 1835년 옌스 야코브 베르셀리우스에 의해 반응 후 변하지 않은 채 남아 반응을 가속화하는 물질을 설명하기 위해 사용되었다. 베르셀리우스보다 앞서 활동한 풀하메는 환원 실험에서 금속 대신 물을 사용했다. 18세기 다른 촉매 분야에서 활동한 화학자로는 접촉 공정이라고 언급한 아일하르트 미처리히와 접촉 작용을 언급한 요한 볼프강 되베라이너가 있다. 그는 수소와 백금 스펀지를 기반으로 한 되베라이너의 램프라는 라이터를 개발했는데, 이는 1820년대에 상업적으로 성공을 거두어 오늘날까지 이어지고 있다. 험프리 데이비는 촉매에 백금을 사용하는 것을 발견했다. 1880년대에 라이프치히 대학교의 빌헬름 오스트발트는 산과 염기의 존재에 의해 촉매되는 반응에 대한 체계적인 조사를 시작했으며, 화학 반응이 유한한 속도로 발생하며 이러한 속도를 사용하여 산과 염기의 강도를 결정할 수 있음을 발견했다. 이 연구로 오스트발트는 1909년 노벨 화학상을 수상했다. 블라디미르 이파티예프는 올리고머화의 발견 및 상업화를 포함하여 일부 초기 산업 규모 반응을 수행했으며 수소화를 위한 촉매를 개발했다.

## 억제제, 독성 물질 및 촉진제
속도를 낮추는 첨가 물질을 가역적일 경우 반응 억제제라고 하고, 비가역적일 경우 촉매 독성 물질이라고 한다. 촉진제는 그 자체로는 촉매가 아니지만 촉매 활성을 증가시키는 물질이다.
억제제는 반응 속도를 감소시키기 때문에 때때로 "음성 촉매"라고 불리기도 한다. 그러나 억제제는 더 높은 활성화 에너지를 가진 반응 경로를 도입함으로써 작동하지 않으므로, 반응 속도를 낮추지 않는다. 그 대신, 촉매를 비활성화시키거나 자유 라디칼과 같은 반응 중간체를 제거함으로써 작용한다. 불균일 촉매에서는 중합성 부산물로 덮여 촉매가 비활성화되는 현상을 코킹이라고 한다.
억제제는 속도뿐만 아니라 선택성도 변경할 수 있다. 예를 들어, 알카인을 알켄으로 수소화하는 과정에서 아세트산 납(II) (Pb(CH3CO2)2)로 부분적으로 "독이 된" 팔라듐 (Pd) 촉매를 사용할 수 있다(린들라 촉매). 촉매가 비활성화되지 않으면 생성된 알켄은 더 나아가 알케인으로 수소화된다.
억제제는 예를 들어 특정 유형의 활성 자리만 선택적으로 독살함으로써 이러한 효과를 낼 수 있다. 또 다른 메커니즘은 표면 형상을 변경하는 것이다. 예를 들어, 수소화 작업에서 금속 표면의 큰 평면은 수소분해 촉매 작용의 자리로 작용하는 반면, 불포화물 수소화를 촉매하는 자리는 더 작다. 따라서 표면을 무작위로 덮는 독극물은 오염되지 않은 큰 평면의 수를 낮추는 경향이 있지만, 비례적으로 작은 자리는 자유롭게 남겨두어 수소화 대 수소분해 선택성을 변경한다. 다른 많은 메커니즘도 가능하다.
촉진제는 표면을 덮어 코크스 덩어리의 생성을 방지하거나, 심지어 그러한 물질을 적극적으로 제거할 수도 있다(예: 플랫폼밍에서 백금 위의 레늄). 촉진제는 촉매 물질의 분산을 돕거나 반응물과 결합할 수 있다.

## 생명 기원의 전생물적 촉매 작용
생명은 정보 처리와 생물학적 중합체에 의해 수행되는 촉매 활성 사이의 상호 작용을 기반으로 한다. 전생물적 정보 코딩 중합체에서 촉매 기능이 출현하는 가능한 진화 경로는 제안되었다. 또한 생명은 RNA-단백질 시스템으로 출현했으며, 여기서 두 구성 요소는 서로의 형성을 상호 촉매했다고 제안되었다.

## 같이 보기
- 화학 반응
  - 기질
  - 시약
  - 효소
  - 생성물
- 앱자임
- 산 촉매작용 (염기 촉매 작용 포함)
- 자기촉매
- BIG-NSE (베를린 자연과학 및 공학 대학원)
- 촉매 과학 및 기술 (화학 저널)
- 촉매 공명 이론
- 환경 유발인자
- 효소 촉매작용
- 산업 촉매
- 켈빈 탐침 현미경
- 한계 시약
- 머번 개념
- 의약 부형제
- 상 경계 촉매 작용
- 상 이동 촉매
- 광촉매
- 리보자임 (RNA 생체 촉매)
- SUMO 효소
- 온도 프로그램 환원
- 열 탈착 분광법